# Prudkí (Lípetsk)
|  | Per a altres significats, vegeu «Prudkí». |

Prudkí (en rus: Прудки) és un poble de l'óblast de Lípetsk, a Rússia, que el 2013 tenia 5 habitants. Pertany al districte rural de Griazi.